# Ärgspik
Ärgspik (Microcalicium disseminatum) är en lavart som först beskrevs av Erik Acharius, och fick sitt nu gällande namn av Edvard Vainio. Ärgspik ingår i släktet Microcalicium och familjen Microcaliciaceae.  Arten är reproducerande i Sverige. Inga underarter finns listade i Catalogue of Life.